# Copa Columbus
La Copa Columbus fue un torneo entre selecciones de fútbol organizado y patrocinado por la marca de cigarrillos Camel. Tuvo una única edición en el año 1984 que se desarrolló en los Estados Unidos. Los equipos participantes eran seleccionados por invitación. El formato de juego fue un cuadrangular entre todos los participantes.

## Resultados
| Año  | Sede           | Campeón        | Subcampeón |
| ---- | -------------- | -------------- | ---------- |
| 1984 | Estados Unidos | Estados Unidos | México     |

### Títulos por país
| Equipo         | Títulos | Subtítulos | Años campeón | Años subcampeón |
| -------------- | ------- | ---------- | ------------ | --------------- |
| Estados Unidos | 1       | 0          | 1984         | -               |
| México         | 0       | 1          | -            | 1984            |